# Procés Oppenheimer-Phillips
El procés d'Oppenheimer-Phillips o reacció de tira és un tipus de reacció nuclear induïda per deuterons. En aquest procés, la meitat del neutró d'un deutero energètic (un isòtop estable d'hidrogen amb un protó i un neutró) es fusiona amb un nucli objectiu, transmutant l'objectiu a un isòtop més pesat mentre expulsa un protó. Un exemple és la transmutació nuclear del carboni-12 a carboni-13.
El procés permet que una interacció nuclear tingui lloc a energies inferiors a les que s'esperaria d'un simple càlcul de la barrera de Coulomb entre un deutero i un nucli objectiu. Això es deu al fet que, a mesura que el deutró s'acosta al nucli objectiu carregat positivament, experimenta una polarització de càrrega on el "extrem del protó" s'enfronta lluny de l'objectiu i el "extrem del neutró" mira cap a l'objectiu. La fusió es produeix quan l'energia d'unió del neutró i el nucli objectiu supera l'energia d'unió del propi deutró; el protó anteriorment al deuteró és repel·lit del nou nucli més pesat.

## Història
Una explicació d'aquest efecte va ser publicada per J. Robert Oppenheimer i Melba Phillips el 1935, considerant experiments amb el ciclotró de Berkeley que mostraven que alguns elements es van tornar radioactius sota el bombardeig de deuterons.

## Mecanisme
Durant el procés OP, la càrrega positiva del deuteró està polaritzada espacialment i es recull preferentment en un extrem de la distribució de la densitat del deuteró, nominalment, el "extrem del protó". A mesura que el deuteró s'acosta al nucli objectiu, la càrrega positiva és repel·lida pel camp electroestàtic fins que, suposant que l'energia incident no és suficient per superar la barrera, l'"extrem del protó" s'acosta a una distància mínima després d'haver escalat la barrera de Coulomb tan lluny. com pot. Si l'"extrem del neutró" està prou a prop perquè la força nuclear forta, que només opera a distàncies molt curtes, superi la força electroestàtica repulsiva a l'"extrem del protó", pot començar la fusió d'un neutró amb el nucli objectiu. La reacció transcorre de la següent manera:
| 2 D | + | A X | → | 1 H | + | A+1 X |  |

En el procés OP, a mesura que el neutró es fusiona amb el nucli objectiu, la força d'unió del deuteró apropa l'"extrem del protó" més del que un protó nu s'hauria acostat per si mateix, augmentant l'energia potencial de la càrrega positiva. Quan es captura un neutró, un protó s'elimina del complex i s'expulsa. El protó en aquest punt és capaç d'endur-se més que l'energia cinètica incident del deuteró, ja que s'ha acostat al nucli objectiu més a prop del que és possible per a un protó aïllat amb la mateixa energia incident. En aquests casos, el nucli transmutat es deixa en un estat energètic com si s'hagués fusionat amb un neutró d'energia cinètica negativa. Hi ha un límit superior de la quantitat d'energia amb què es pot expulsar el protó, establert per l'estat fonamental del nucli fill.